# 羅洪先

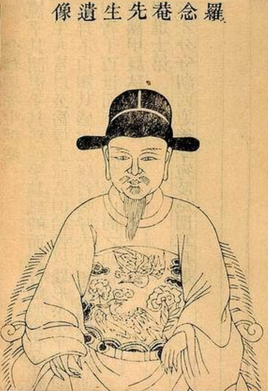
羅洪先

羅 洪先（ら こうせん、1504年 - 1564年）は、中国明代の儒学者。字は達夫、号は念庵。諡は文恭。吉安府吉水県の出身。

## 生涯
幼時より学問を好み、15歳に王守仁（王陽明）の『伝習録』に感銘を受け陽明に師事しようとしたが父に止められ、同郷の李中・楊珠に師事する。嘉靖8年（1529年）に進士となり、修撰に任命され春坊左賛善に累進するが、翌年に世宗の怒りに触れて官から除籍される。以後は郷里で陽明学を基本として天文・地理・礼楽・典章・治水・兵学から陰陽算術など広く学問を究め、官吏と協力して飢饉や侵略に備えるなど功績が大きかった。晩年には山中の石蓮洞と名づけた洞窟に起臥し、客を謝絶し3年後に61歳で没した。

## 功績
王守仁の死後、徐愛・鄒守益・王畿・銭徳洪・王艮などとともに師の学風を受け継ぎ、普及させたことが羅洪先の功績である。そのさい、陽明学が主に心術を語り工夫が足らず、現実から遊離する傾向があるのを戒めた。儒者の学問の目的は経世済民にあると考え、無欲をもって事に当たるべきだと説いた。

## 著書
- 『冬遊記』
- 『念庵集』
- 『広輿図』